# Medicine Wheel/Medicine Mountain National Historic Landmark
Das Medicine Wheel/Medicine Mountain National Historic Landmark (Crow: Annáshisee), auch bekannt als Bighorn Medicine Wheel, ist das wohl bekannteste Exemplar eines Medizinrads. Es befindet sich im Nordosten des Big Horn County innerhalb des Bighorn National Forest im US-Bundesstaat Wyoming und wurde am 16. April 1969 in das National Register of Historic Places aufgenommen. Am 29. August 1970 wurde es als National Historic Landmark deklariert. Die große Steinstruktur auf dem Medicine Mountain ist sowohl eine spirituelle Stätte der amerikanischen Ureinwohner als auch von Bedeutung für die wissenschaftliche Forschung.

## Beschreibung
Das Bighorn Medicine Wheel liegt auf dem Westgipfel des Medicine Mountain in den nördlichen Bighorn Mountains auf einer Höhe von etwa 2940 m, rund 35 km östlich von Lovell. Das kreisförmig ausgerichtete Medizinrad besteht aus Kalkstein, hat einen Durchmesser von ca. 23 m und besitzt 28 radiale Speichen, die von einem zentralen Steinhaufen aus zu einem äußeren Kreis verlaufen. Fünf kleinere Steingehäuse sind mit dem Außenring des Rades verbunden. Ein sechster und westlichster Steinhaufen befindet sich außerhalb des Kreises des Rades, ist aber durch eine der Speichen eindeutig mit dem zentralen Steinhaufen verbunden. Das Bighorn Medicine Wheel ist Teil eines größeren Komplexes miteinander verbundener archäologischer Stätten und traditioneller Nutzungsgebiete, die seit mehr als 7000 Jahren von amerikanischen Ureinwohnern genutzt werden. Die umliegende Landschaft enthält zahlreiche historische und prähistorische Stätten, darunter Tipi-Ringe, kleine Steinsplitter, vergrabene archäologische Stätten und ein System prähistorischer Indianerpfade, die über mehrere Jahrzehnte nicht-indigener Nutzung durch Holzfäller, Viehzüchter, Bergleute und Touristen überlagert wurden.
Das Medizinrad auf dem Medicine Mountain gilt als bekanntestes Exemplar der rund 150 Medizinräder, die in South Dakota, Wyoming, Montana, Alberta und Saskatchewan gefunden wurden. Es ist eines der größten und am besten erhaltenen Medizinräder in den nordwestlichen Great Plains und das erste, das in der Populärliteratur erwähnt und wissenschaftlich untersucht wurde.

## Galerie

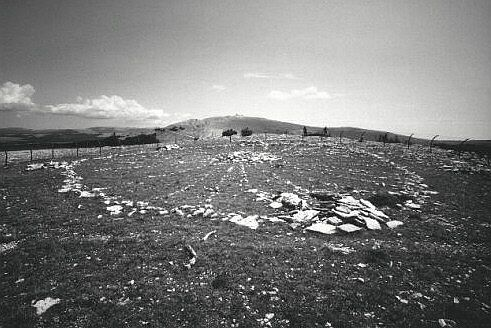
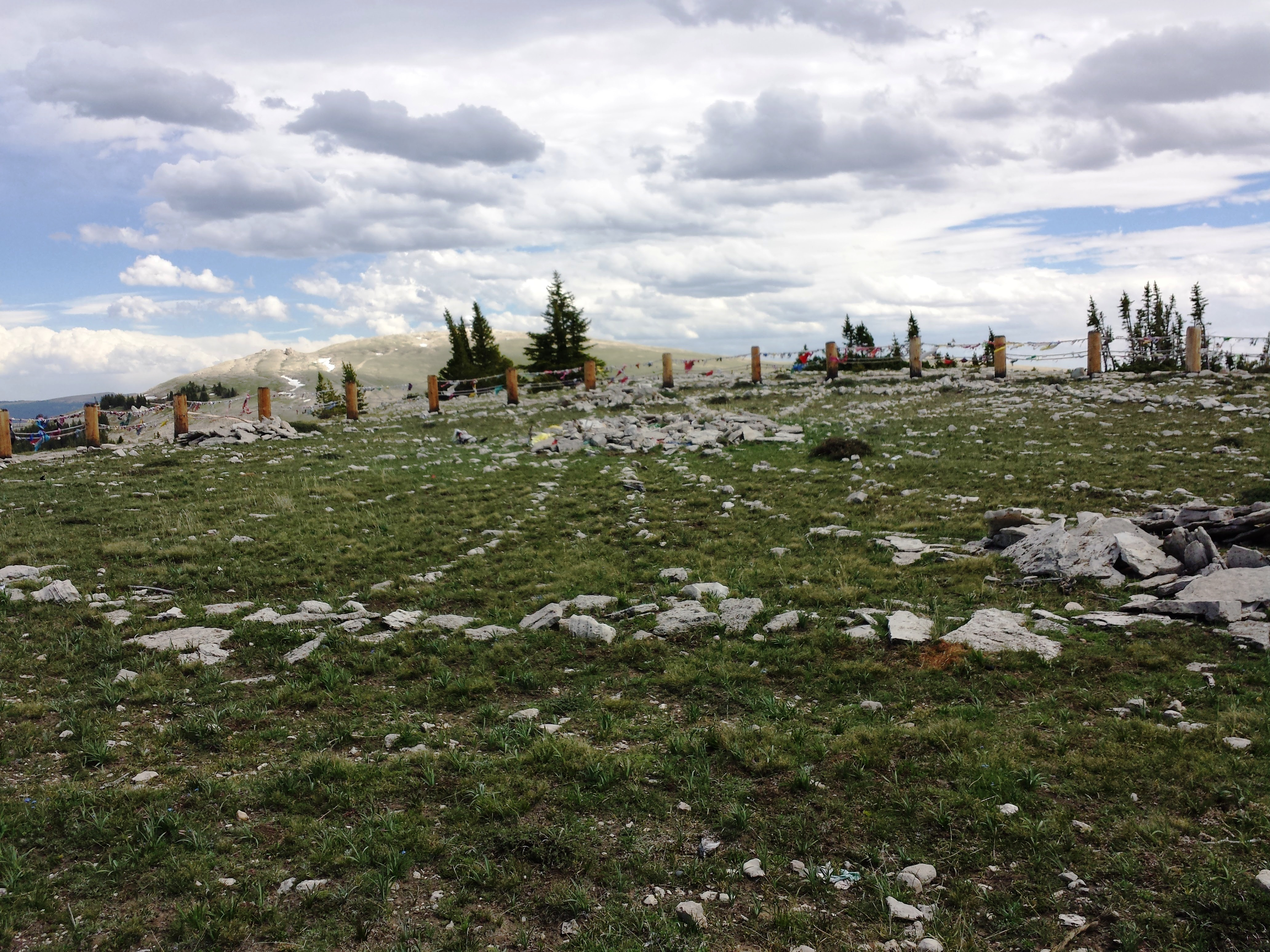
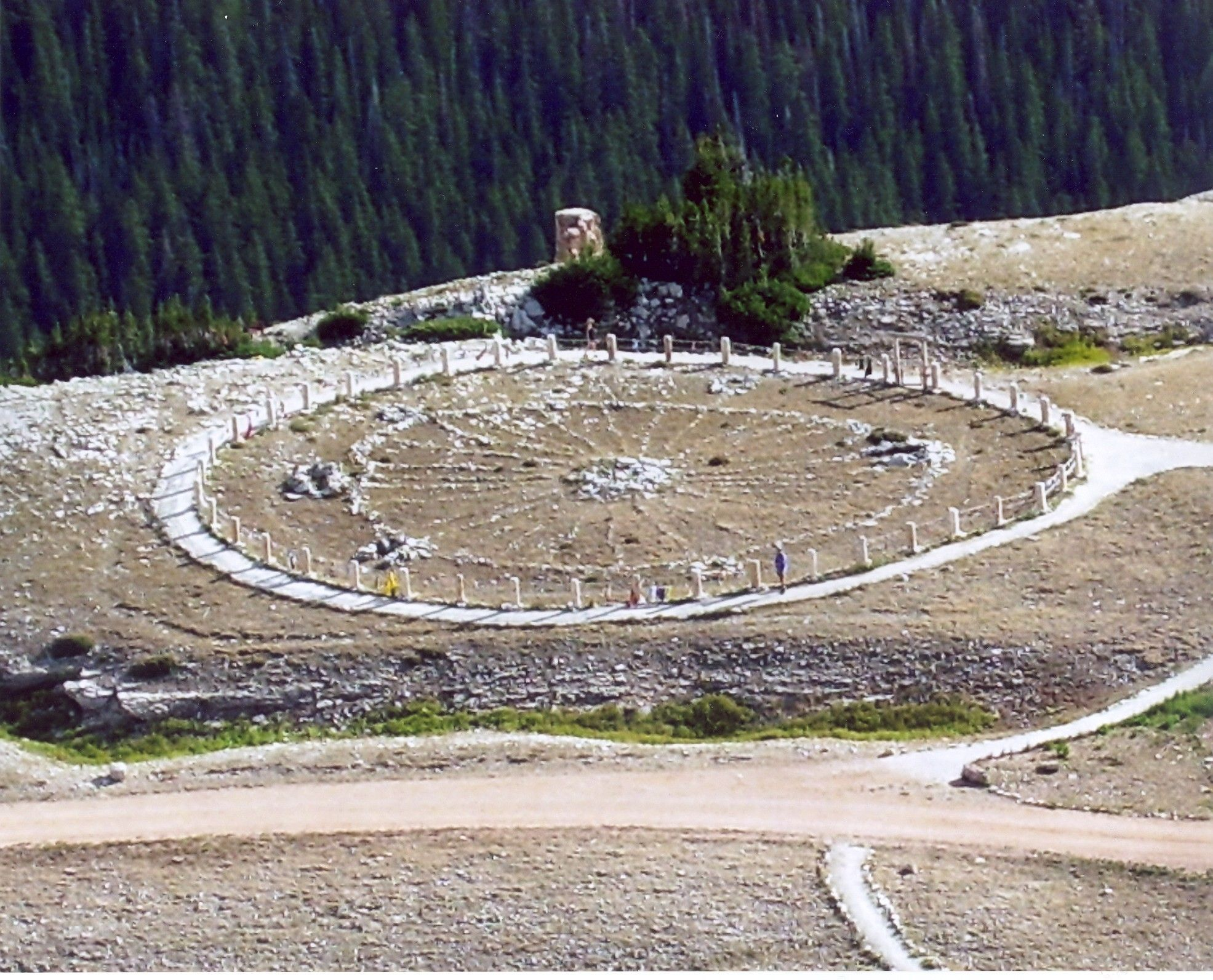
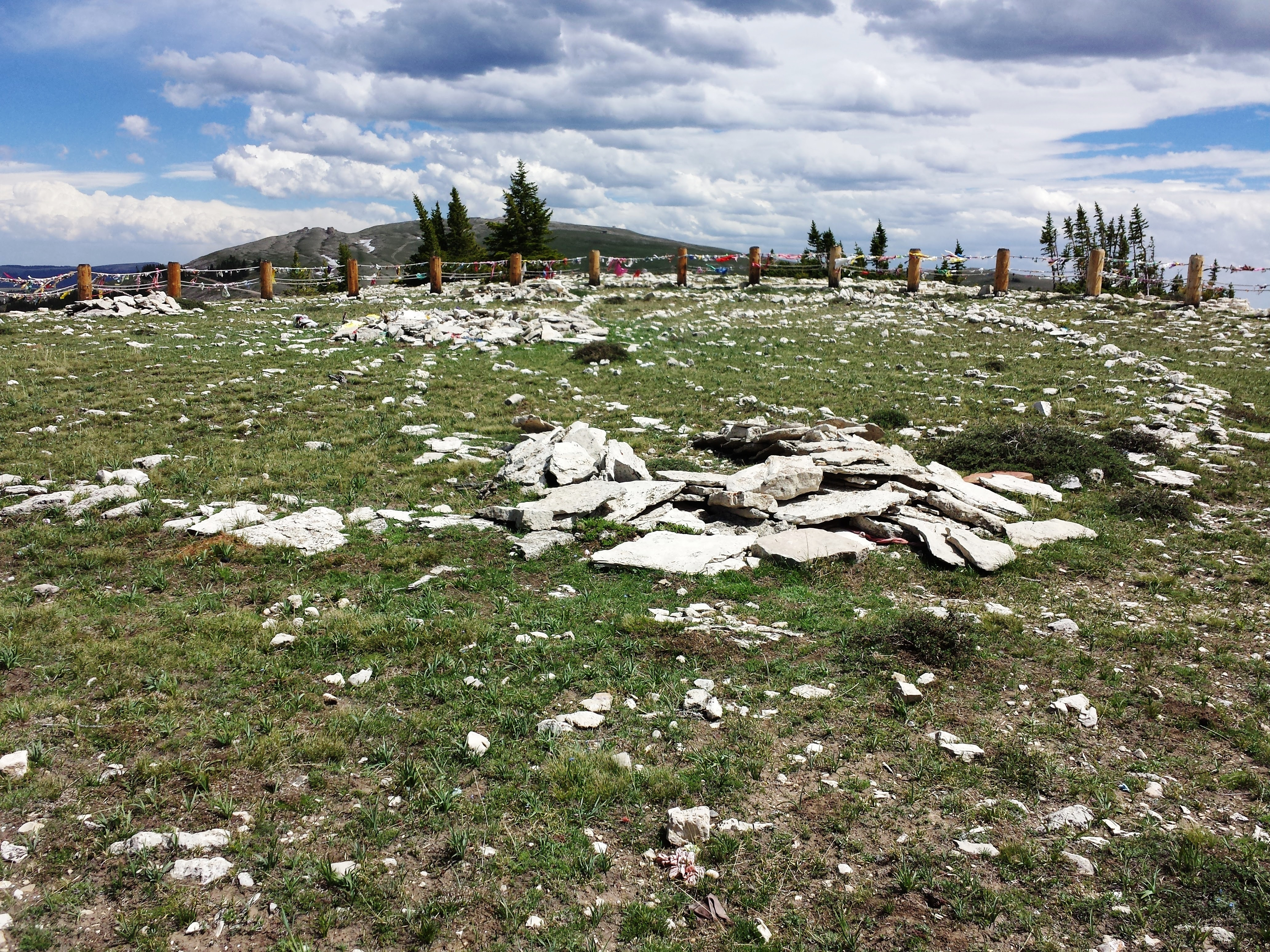
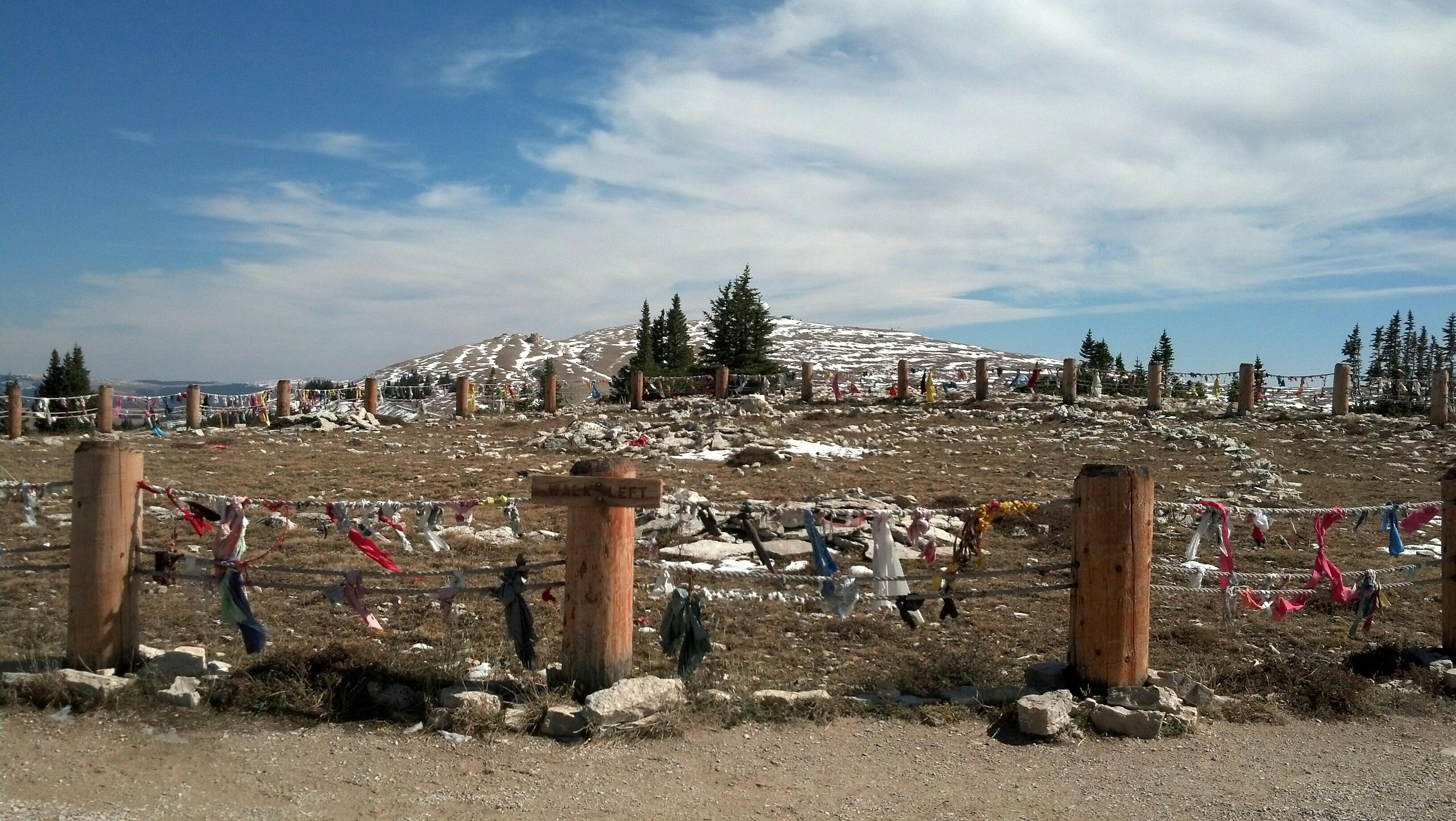

## Geschichte
In den frühen 1970er Jahren bemerkte der Astronom John Eddy mehrere wichtige Sternausrichtungen, an denen die zentralen und umlaufenden Steinhaufen orientiert waren. Er nahm an, dass das Bighorn Medicine Wheel wahrscheinlich von den prähistorischen Ureinwohnern Amerikas als antikes astronomisches Observatorium und als Kalender verwendet wurde.
Archäologen gehen davon aus, dass es sich bei dem Medizinrad um ein Bauwerk handelt, das über mehrere hundert Jahre hinweg konstruiert wurde. Bei Ausgrabungen, die 1958 durchgeführt wurden, wurden Keramikscherben, die mit den Stämmen der Shoshone und Crow in Verbindung gebracht werden, im östlichen Teil des Medizinrads gefunden. Anfang des 19. Jahrhunderts wurden in der Nähe des zentralen Steinhaufens Glasperlen gefunden, und eine Holzprobe aus einem der Steinhaufen wurde mittels Baumringdatierung vorläufig auf das Jahr 1760 datiert. Die meisten Artefakte und andere archäologische Materialien, die in der Nähe des Medizinrads gefunden wurden, datieren in die zweite Hälfte der späten prähistorischen Periode, von etwa 900 bis 1800. Obwohl diese Artefakte und Radiokarbondaten die Konstruktion und Verwendung des Medizinrads nicht entscheidend erklären können, deuten die kollektiven Beweise darauf hin, dass das Gebiet um den Medicine Mountain fast 7000 Jahre lang von prähistorischen Ureinwohnern Amerikas genutzt wurde.
Die Stammeszugehörigkeit zum Bighorn Medicine Wheel ist nicht hinreichend geklärt. Keramiken, die aus dem Inneren des Rades geborgen wurden, konnten den Shoshone und den Crow zugeordnet werden. Mehrere Forscher haben archäologische Beweise gefunden, die eine ausgedehnte Präsenz der Crow an den Westhängen der Bighorn Mountains belegen, die in der zweiten Hälfte des 16. Jahrhunderts und möglicherweise früher begann. Beweise für eine Besiedlung durch die Shoshone wurden im angrenzenden Bighorn Basin gefunden. Bis heute hat sich keine Stammesgruppe öffentlich zur Errichtung des Medizinrads bekannt.

## Deklaration
Das Bighorn Medicine Wheel wurde am 16. April 1969 in das National Register of Historic Places aufgenommen und ein Jahr später als National Historic Landmark deklariert. 2011 wurden die Grenzen des National Historic Landmark von 0,45 km² auf 16,51 km² erweitert und der Eintrag von Medicine Wheel in Medicine Wheel/Medicine Mountain umbenannt. Dies geschah als Reaktion auf neue ethnografische Informationen über die traditionelle kulturelle Nutzung des Medizinrads und der umliegenden Landschaft durch die amerikanischen Ureinwohner.